# Muggenheuvel

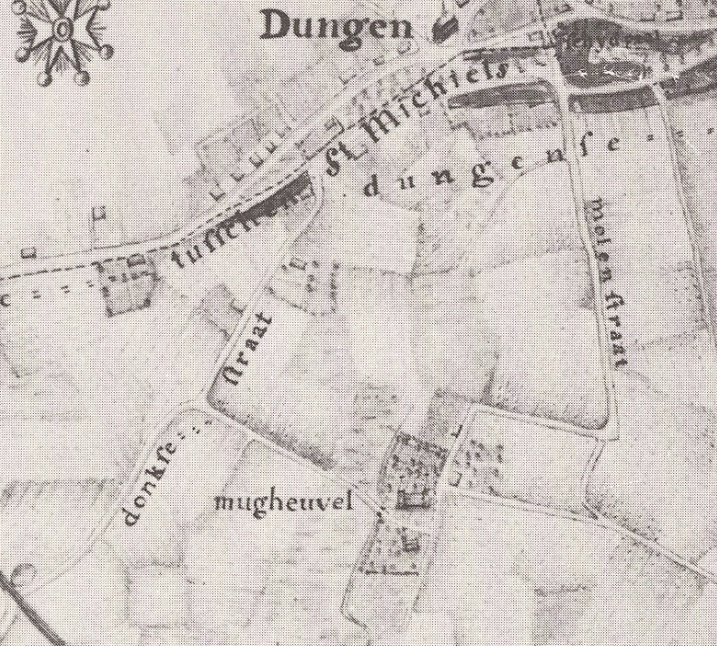
Detail van kaart door Jan Fr. van de Weijer uit 1769 van de grondheerlijkheid Sint-Michielsgestel, Herlaar (Herlaer) en Gemonde. Bovenkant wijst naar het oosten.

Huis de Muggenheuvel was een versterkt huis nabij Den Dungen, gemeente Sint-Michielsgestel, dat bestaan heeft vanaf begin 16e eeuw tot aan de afbraak in 1774. Alternatieve schrijfwijzen zijn: Mughovel, Mughoevel, later Mugheuvel en Muggenheuvel. Het huis was gelegen op het perceel aan de huidige Grote Molenstraat 8, Den Dungen in de provincie Noord-Brabant en functioneerde vaak als buitenplaats voor bestuurders uit Den Bosch. Het ligt op een uitloper van de dekzandrug op de rand van de Bossche Broek. Het gebied is onderdeel van Maaskantje en behoorde tot 1810 tot de vrijdom van ’s-Hertogenbosch en was waarschijnlijk een cijnsgoed van de heerlijkheid Herlaer.

## Gebouw
In 1517 spreekt men over een hoeve op de Mughoevel. In 1598 en later van een steenen woenhuys. In 1644 gelegen nabij een weiland den Poortcamp. In 1646 over een slootgen off steenen huysingen met een beslooten hoff. In 1668 is er sprake van een gracht, een brug en een langhuis (lanckhuijs). In 1683 wordt het huis naar de plaats genoemd:  het slotje of het slootgen den Mugheuvel. Op een kaart van 1769 Jan Fr. van de Weijer lijkt het huis met een toren te worden afgebeeld. En bij de afbraak in 1774 wordt er ook gesproken over een toren en het gebouw aangeduid als kasteele. Vermoedelijk gaat het dus om een stenen boerderij die later aangepast is tot een woonhuis met een afgesloten hof, gracht, brug en toren. In de volksmond wordt zo’n gebouw  in Brabant snel aangeduid als kasteelke.
Bij graafwerkzaamheden, onder leiding van prof. drs. H.L. Janssen van de bouwhistorische en archeologische dienst van 's-Hertogenbosch, zijn in april 1997 op dat perceel diverse restanten van dat huis gevonden.

## Eigenaren
- Nijcolaus Petersz. Colen, kanunnik van de Sint-Janskathedraal ('s-Hertogenbosch) (1508) en na hem zijn broer Jacob Peters Colen (1517)[7]
- Jan Pijnappel (1568)[8]
- Mr. Henrick van Broeckhoven, rentmeester van het hertogdom, Kwartier Den Bosch en raadsheer van Den Bosch (1598)[9]
- Peter van Broeckhoven, schepen en rentmeester van het hertogdom, Kwartier Den Bosch, van den Bosch, (gehuwd met Lucia van Hohenstein, vrouwe van o.a. Arendonk) (1606)[10]
- Johan van Raveschot (1644)
- Jonker Guiliam Abselons (gehuwd met Isabella van Broeckhoven; 1646)[11]
- Anthonetta Absolons (gehuwd met Alardus Adriaus van Riedwijck, heer  van Rocquency; 1668)
- Adriaen Peters van Beugen (poorter van Den Bosch, 1668)
- Jonker Jan Ignatius van den Eeckart, burgemeester van Sint-Michielsgestel (1707)
- Adriana Mechtilda van den Eckard, erfdochter van Aalst (gehuwd met Johan Vorstenbosch, heer van Zegenwerp; 1731)
- Theresia de Stockmans (gehuwd met Johan Vorstenbosch; openbare verkoop 1720)
- Benedictus Arnoldus de Stockmans (schepen van de stad Aalst, gehuwd met Maria Anna Theresia Vorstenbosch, erfdochter van Aalst)
- Afgebroken omstreeks 1774.

Het jaartal tussen haakjes is datum van de eerste vermelding in de bronnen.

## Trivia
Sinds 1882 ontvangt met Carnaval de burgervaojer Peer vaan den Muggenheuvel tot den Bobberd van 's-Hertogenbosch, het gezelschap van Prins Amadeiro. De naam van Peer is afgeleid van het gehucht Mugheuvel. Dit was de geboortegrond van Bisschop Mgr. Adrianus Godschalk, die in 1881 het carnavalsfeest probeerde te verbieden.
Aldendriel · Asten · Barendonk · De Blauwe Kamer · Blokhuis te Leensel · Blokhuis te Liessel · Blokhuis op Ter Vloet · Bokhoven · Bouvigne · Bronkhorst · Boxmeer · Breda · Kasteel Croy · Cranendonck · De Donk (Someren) · Dommelrode · Dussen · Eckart · Eikenlust · Emmaus · Eymerick · Frisselstein · Gageldonk · Geldrop · Gemert · Groot Kasteel · Klein Kasteel · Groenendaal · De Hattert · Heeswijk · Heeze · Helmond · Henkenshage · Hooghuis op de Schouw · De Laar · Loon op Zand · Markiezenhof · Het Makken · Maurick · Meeuwen · Mierlo · Muggenheuvel · Nemerlaer · Nieuw-Herlaar · Nieuwenroy · Oijen · Onsenoort · Het Oortje · Oud Beijsterveld · Oud-Herlaar · 't Oude Huys · Rijswijk · Seldensate · Slotjes van Oosterhout · Soeterbeek · Stakenborch · Stapelen · Strijdhoef · Strijen · Tilburg · Paleis-Raadhuis · Tongelaar · Walstein · Wamberg · Het Witte Kasteel · Wouw · Zuidewijn · Zwijnsbergen